# Fongicides dicarboximides

Structure chimique du Vinclozolin, un fongicide dicarboximide.

Les fongicides dicarboximides sont une famille de fongicides agricoles, notamment la vinclozoline, l'iprodione et la procymidone. Elles agissent en inhibant la biosynthèse des triglycérides dans les champignons sclérotiques, notamment Botrytis cinerea. Les dicarboximides sont utilisées pour prévenir et contrôler diverses maladies fongiques sur les cultures.

## Toxicité
Il a été montré que les dicarboximides sont des perturbateurs endocriniens, et ont des effets anti-androgèniques, c'est à dire provoquent la baisse du niveau d'hormones mâles. Des animaux exposés à ces fongicides présentent un développement reproductif irrégulier en raison de la fonction d'antagonistes des récepteurs aux androgènes qui inhibent l'expression des gènes activés par les androgènes,. Même avec de faibles doses de pesticides antiandrogènes, des effets sur le développement tels qu'une distance anogénitale réduite et l'induction d'aréoles ont été observés chez les rats mâles.